# Mesocondyla
Mesocondyla là một chi bướm đêm thuộc họ Crambidae.

## Các loài
- Mesocondyla dardusalis (Walker, 1859)
- Mesocondyla tarsibarbalis Hampson, 1899